# Enkenbach-Alsenborn
Enkenbach-Alsenborn és un municipi localitzat a 11 kilòmetres a l'est de Kaiserslautern situat al Districte de Kaiserslautern, a la regió del Palatinat de l'estat de Renània-Palatinat (Alemanya). Està dividit en dues pedanies, Enkenbach i Alsenborn. El poble és la seu del subdistricte de Enkenbach-Alsenborn.

## Geografia
Enkenbach i Alsenborn són dos pobles units en un mateix municipi. Els pobles veïns són Neuhemsbach, Sippersfeld, Kerzenheim, Ramsen, Wattenheim, Fischbach, Kaiserslautern i Mehlingen.
Enkenbach-Alsenborn està situat a uns 230 metres d'altitud, en una vall que s'estén sobre els últims turons del Bosc del Palatinat. Pel poble hi passa el rierol d'Alsenz i el d'Eselsbach.

## Història

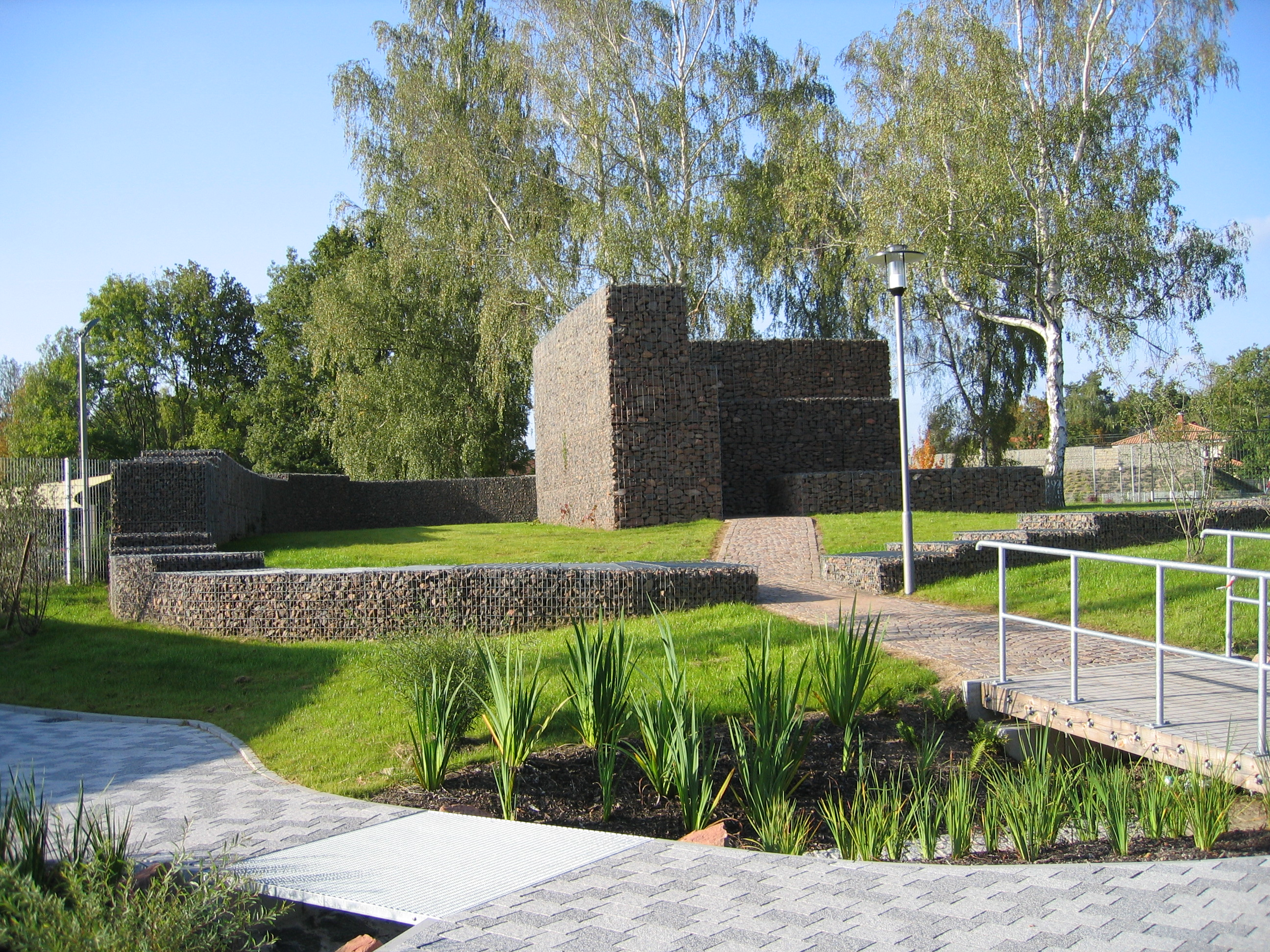
Vista del castell de Dieburg

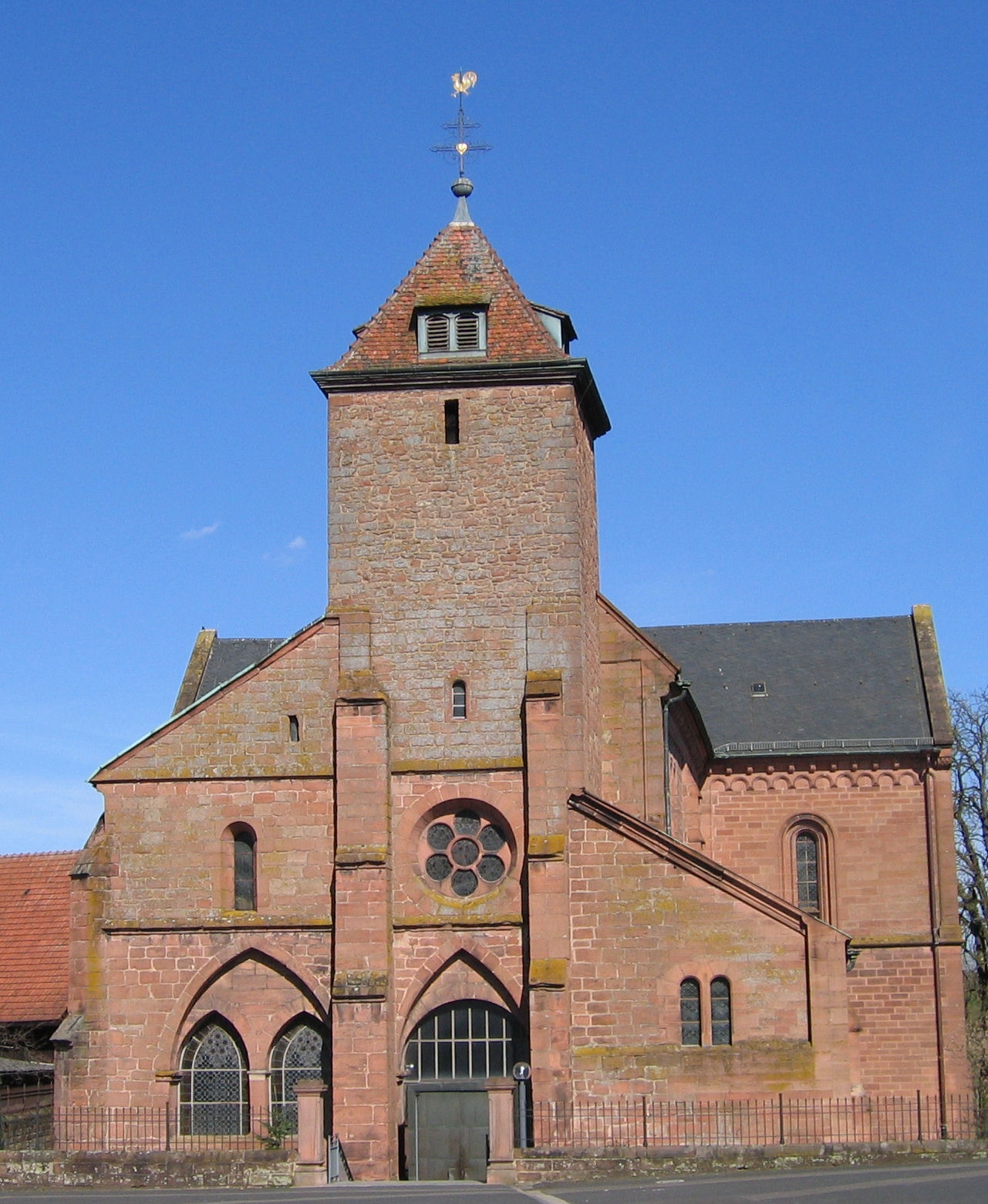
Monestir d'Enkenbach

Les troballes de l'edat de pedra, un túmul de l'edat del ferro, restes d'objectes i edificacions celtes, germàniques i romanes, i la proximitat d'una via romana indiquen que la població ha estat colonitzada des de temps prehistòrics, així com abans del naixement de Crist. La vall d'Alsenztal, on està situat Enkenbach-Alsenborn, era en l'antiguitat un dels pocs passos cap a la vall del Rin, i a causa d'això, aquesta zona, va ser l'escenari de guerres, migracions i rutes comercials.
Segles després es va començar a poblar la zona, situada al naixement del riu Alsenz, a causa d'una donació de terres al convent de Münsterdreisen, situat a Dreisen (Donnersbergkreis). Aquests fets apareixen en un document del duc franc Nantharius de l'any 872.
Tres segles més tard es va construir un castell anomenat Dieburg que s'utilitzava com a seu de l'administració dels territoris feudals. Al mateix temps, el 1148, el comte Ludwig, juntament amb el noble Hunfried d'Alsenborn, va fundar un el monestir de premonstratesos d'Arnstein (prop del riu Lahn).
El 1225 es va començar l'activitat de construcció de l'església i el monestir d'Enkenbach. Al voltant del 1272 es va finalitzar la construcció.
L'església parroquial, del segle xiii, va adquirir l'any 1273 el dret de jurisdicció i patronat sobre els pobles d'Enkenbach i Alsenborn, que quedaven, per primera vegada, sota la mateixa administració. Les batalles entre els membres de la noblesa i els prínceps van portar una etapa inestable per a l'economia, cosa que va causar una sèrie de vendes i expropiacions de béns que van obligar el monestir a ficar-se sota la protecció i l'autoritat de l'elector del Kurpfalz. El 1420 les monges es van veure obligades a vendre la meitat dels territoris d'Enkenbach i Alsenborn a l'elector Lluís III. El príncep elector elector nomenava els caps dels pobles (Schultheiß) segons els seus interessos.
En aquell temps la creixent influència de les autoritats del Kurpfalz va provocar la pèrdua del tribunal de justícia, propietat dels comtes de Leinigen.

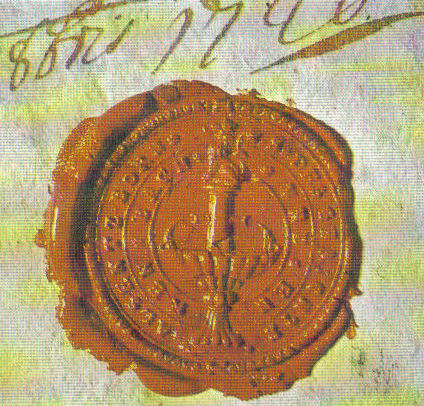
Segell del 1720

Després que el prebost Michael Raybold cedís el monestir d'Enkenbach i tots els seus béns el 1557 a l'elector Otó Enric, Frederic III va aixecar l'any 1564 el monestir definitiu a sobre, aquest comtava amb tots els béns de l'anterior. Amb aquest nou monestir al poble se l'hi va donar un càrrec denominat Büttelamtes , amb el que passava a formar part del districte administratiu del Lautern, i per tant, guanyava importància. Entre els privilegis que suposava el Büttelamtes, el poble tenia dret a una jurisdicció pròpia, representada amb un segell utilitzat fins al segle xviii que deia:
S. D. G. ALSENTZBORN VND ENKENBACH
La primera meitat de la Guerra dels Trenta Anys portava canvis administratius i religiosos.
A mitjans del segle xvi Alsenborn es declarava de confessió protestant, però amb la Guerra dels Trenta Anys es va iniciar una tornada al catolicisme. Després de la retirada dels espanyols es va tornar a instaurar la religió luterana.
El 1635 la guerra va arribar a la zona d'Enkenbach-Alsenborn, i Kaiserslautern va ser assetjat. Els pobles dels voltants van ser saquejats i devastats, i els habitants que no havien aconseguit fugir, queien víctimes dels soldats o la pesta. Finalment, els habitants d'Alsenborn van quedar reduïts a uns 25, i sobre els d'Enkenbach no se'n tenen dades.

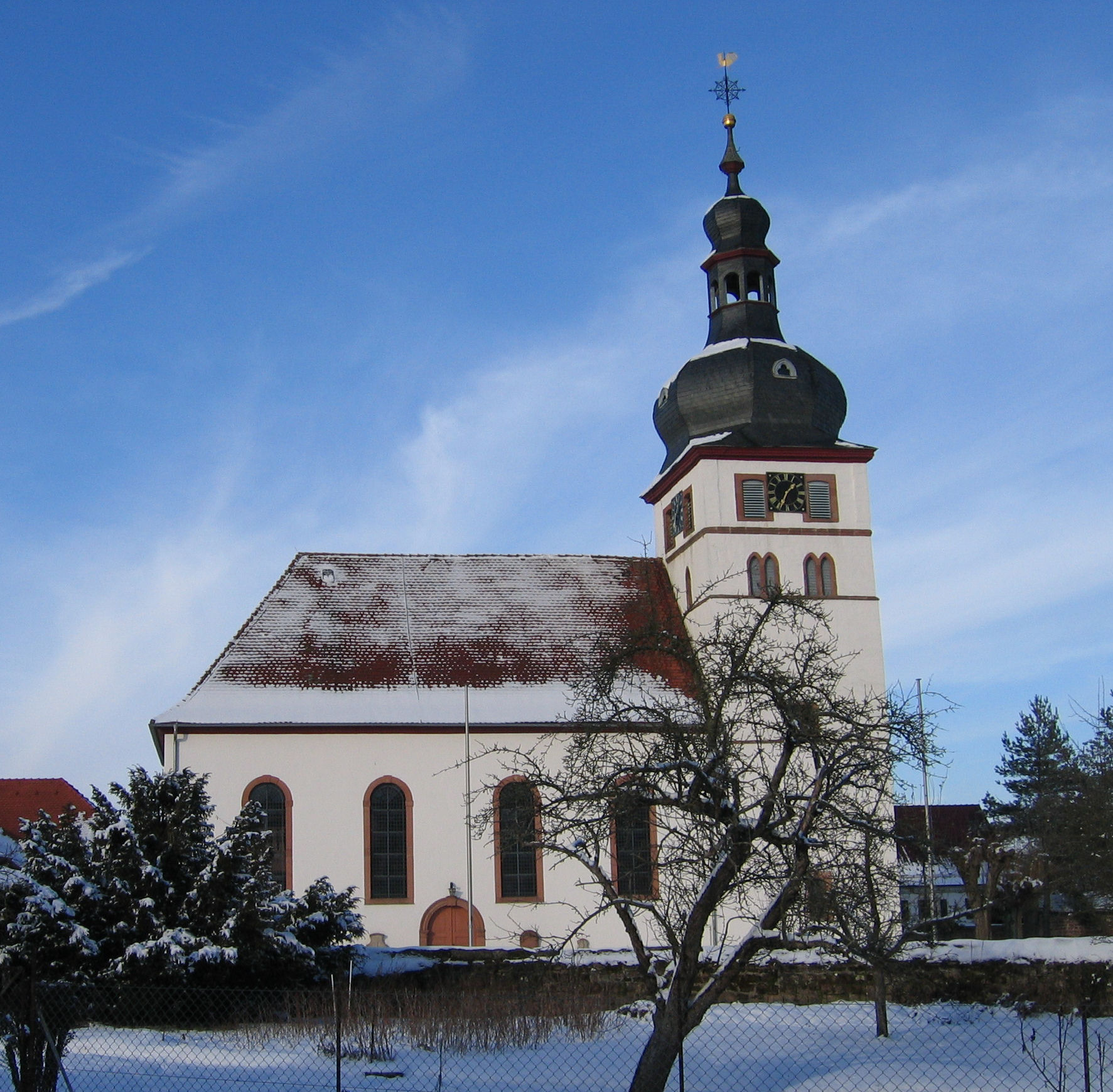
Església protestant d'Alsenborn

Lentament la població va augmentar, especialment per l'arribada d'immigració de totes les parts de l'imperi, però també de Suïssa i les àrees occidentals com França. A causa d'aquest augment dels habitants, el 1728 es va fundar la primera escola. Les guerres de la Successió del Palatinat i la de Successió Espanyola van tornar a causar la destrucció al territori. Els dos edificis més importants de l'edat mitjana no havien sobreviscut als temps de guerra, i es trobaven en estat de ruïnes; l'església parroquial d'Alsenborn va rebre una nova nau el 1733, el monestir d'Enkenbach, adjudicada el 1707 als catòlics, no va adquirir fins al segle xix el mateix aspecte d'abans la guerra. Els luterans van rebre el 1756 a Enkenbach una església pròpia, que va ser la precursora de l'església protestant de 1832.
Restes de les guerres contra les tropes revolucionàries franceses són, per exemple, les petites fortificacions de la muntanya de Schorlenberg, o la làpida del lloctinent prussià C. F. A. Oswald de Diebitsch a l'antic cementiri d'Enkenbach.
L'estreta relació establerta entre Enkenbach i Alsenborn a causa d'estar sota l'administració del mateix Schultheiß (fins a 1795), posteriorment anomenat Bürgermeister, va acabar l'any 1825, i el 1832, els termes de cada poble van ser dividits.
La situació dels pobles era propera a les vies de transport i a la ciutat de Kaiserslautern, la connexió a la xarxa de ferrocarril es va inaugurar el 1871, i es van començar a crear indústries que van fer que el poble perdés el caràcter de pagesia que tenia, per prendre'n un de més industrial.
A més, durant el segle xix es van obrir pedreres que extreien el gres rogenc típic d'aquesta part del Palatinat. Aquests factors van fer que la població creixes notablement durant el segle xix: 
- 1800: 1095 hab.
- 1900: 3326 hab.
- 1975: 6900 hab.

La Segona Guerra Mundial va arribar a Enkenbach i Alsenborn el 20 de març del 1945, quan l'exèrcit americà va ocupar la zona.
La reconstrucció i el desenvolupament del final de la guerra es va fer notar amb un creixement de la població, l'any 1965 Alsenborn tenia 2505 habitants; cap a 1706 habitants l'any 1939.
Tot i el tradicional ús de la terra per al cultiu, el 1965, el terme d'Alsenborn comptava amb un 61% de superfície forestal, i només un 20% de camps. També és destacable que tan sols un 3% del bosc era de propietat privada, cosa que va obrir les portes a l'explotació de la fusta.
El 7 de juny 1969 els dos pobles es van unir oficialment creant un únic municipi anomenat Enkenbach. La frustració dels habitants d'Alsenborn causada per la desaparició del seu nom oficialment va originar protestes que van acabar quan el nom va ser modificat pel d'Enkenbach-Alsenborn.

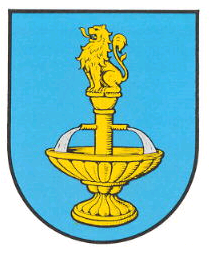
Escut d'Alsenborn

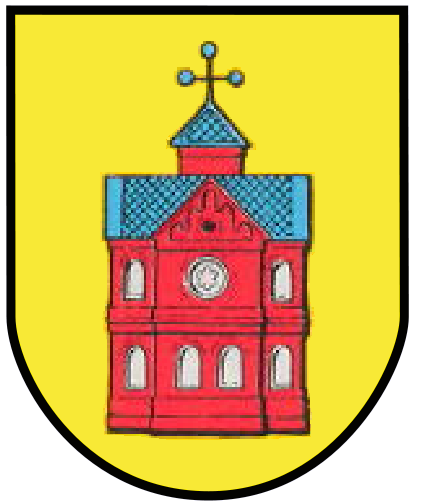
Escut d'Enkenbach

### Blasó
L'escut es compon d'una meitat blava, i una daurada. A l'esquerra hi ha una font coronada amb un lleó daurat, de la columna de la qual cauen dos rajos d'aigua platejats. A la dreta hi ha una església vermella amb finestres platejades i amb la teulada i la creu blaves.
L'església simbolitza al poble d'Enkenbach, i la font representa a Alsenborn.

### Etimologia
Enkenbach: Bach significa rierol en alemany, i Enken és una paraula antigament utilitzada per a referir-se als pastors de ramat. O sigui que Enkenbach significa "rierol dels pastors". El nom es va desenvolupar de la manera següent:
- 1148 Ynkebach
- 1190 Enkinbach
- 1212 Enkenbach
- 1258 Enkinbach
- 1263 Enkenbach
- 1273 Enkinbach
- 1322 Engkenbach
- 1527 Enkenbach, Enckenbach
- 1837 Enkenbach

Alsenborn: Alsen prové del riu Alsenz (del llatí Alis'ontia), el nom del rierol evoca als verns que creixen a les seves ribes. Born és una paraula derivada de l'alemany brunnen que significa font. Per tant, Alsenborn significa "font de verns". El nom es va anar modificant de la següent manera:
- 865 Alsenzbrunne
- 1148 Alsenceburnen
- 1273 Alsenburne
- 1321 Alsentzborn
- 1551 Alsenborn

### Fotografies històriques d'Enkenbach-Alsenborn

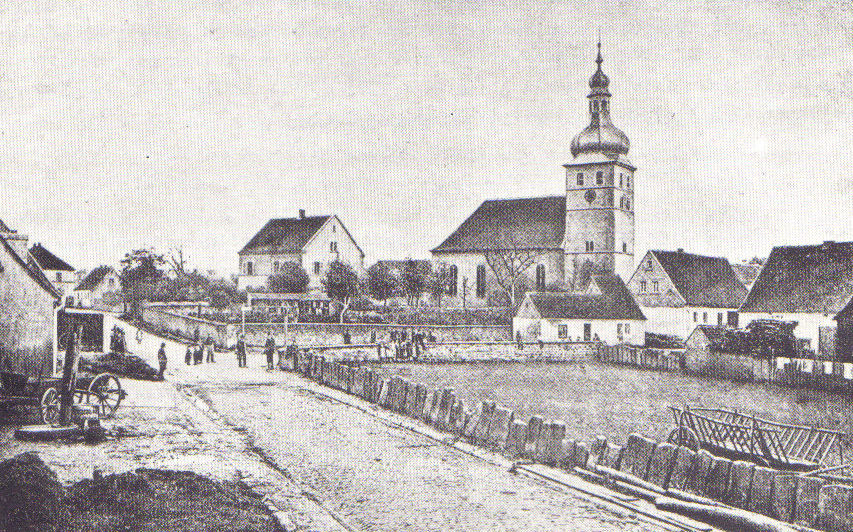
Església protestant d'Alsenborn durant l'any 1888
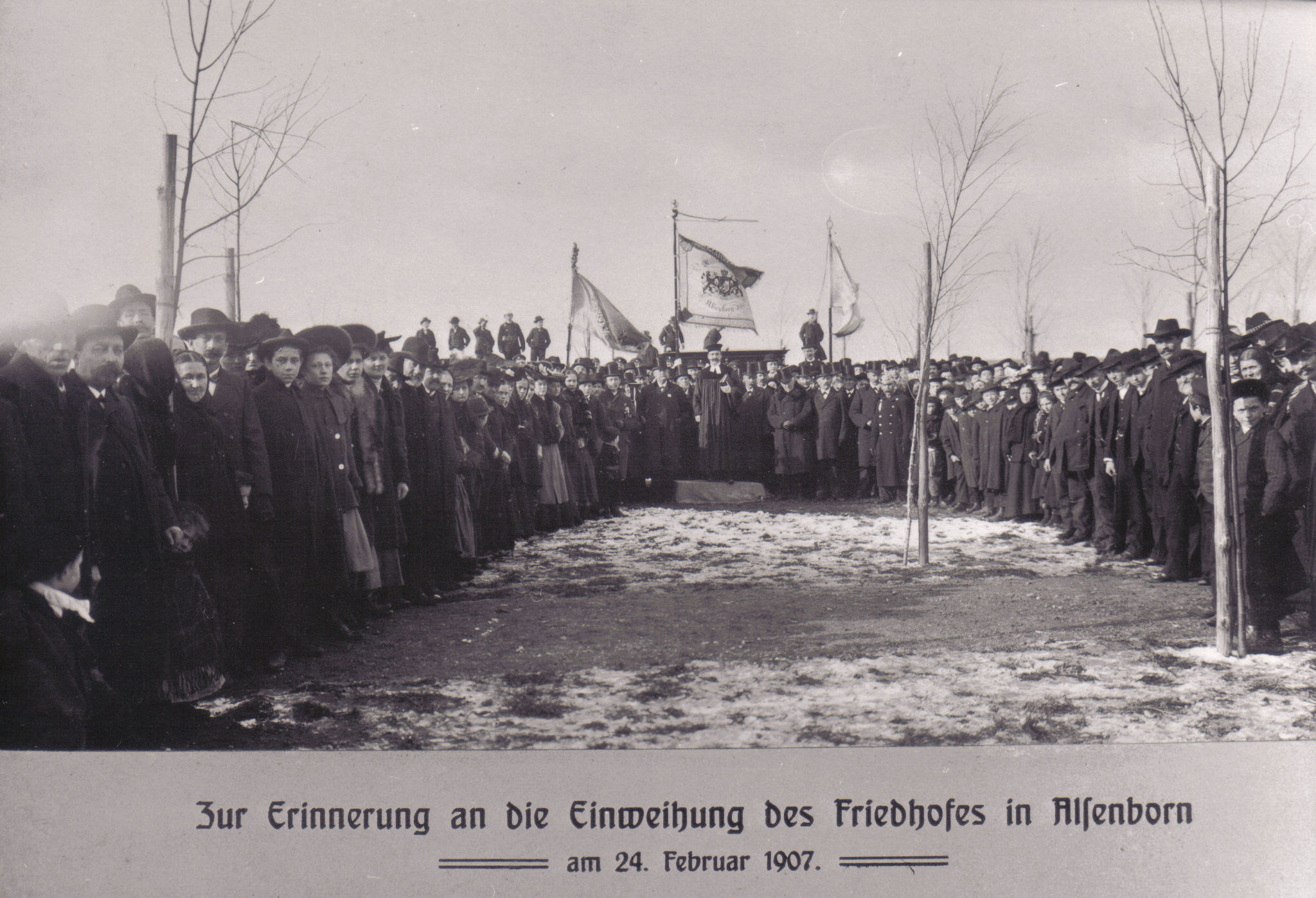
Inauguració del cementiri d'Alsenbron, el 24 de febrer de 1907
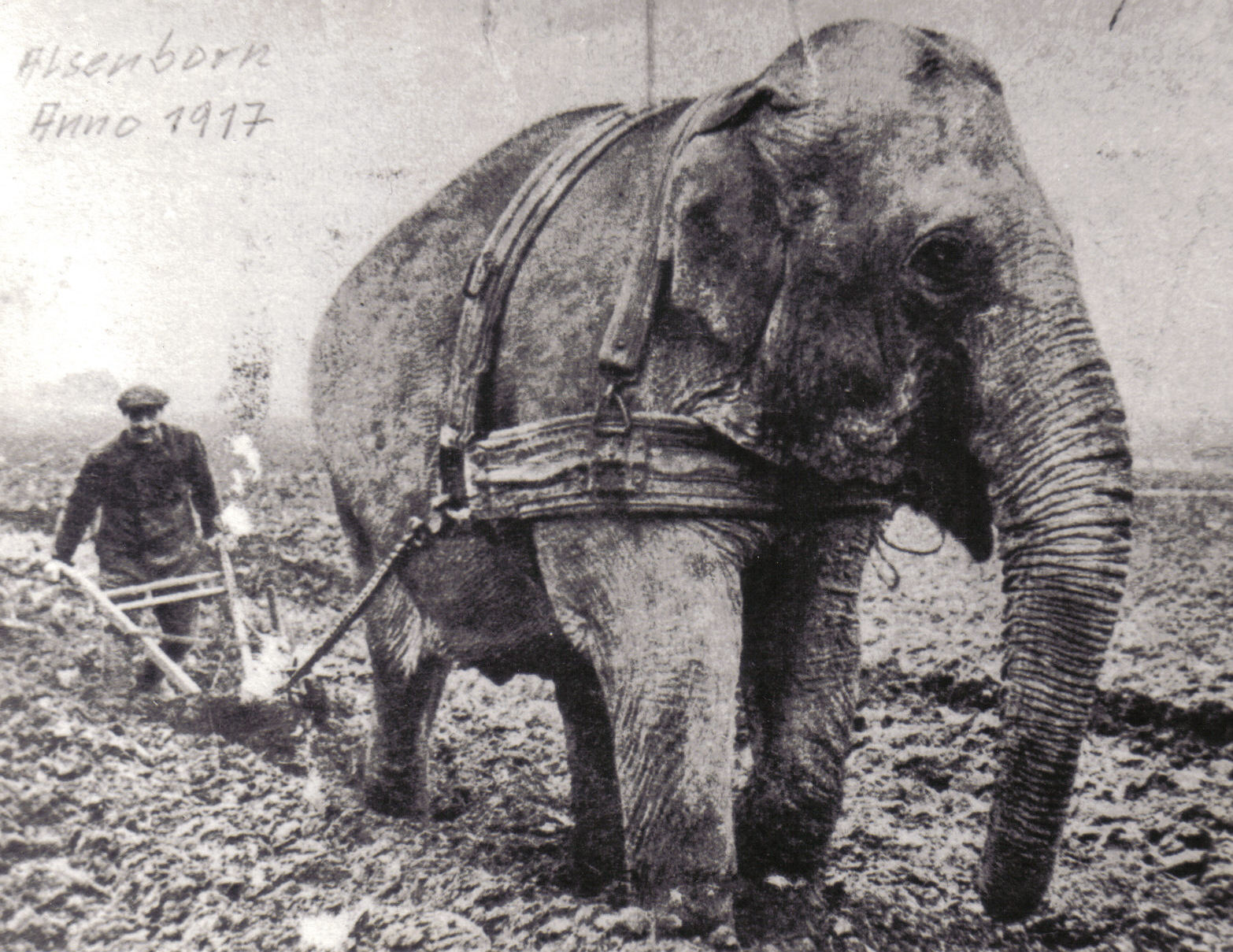
L'elefant llaurant l'any 1917
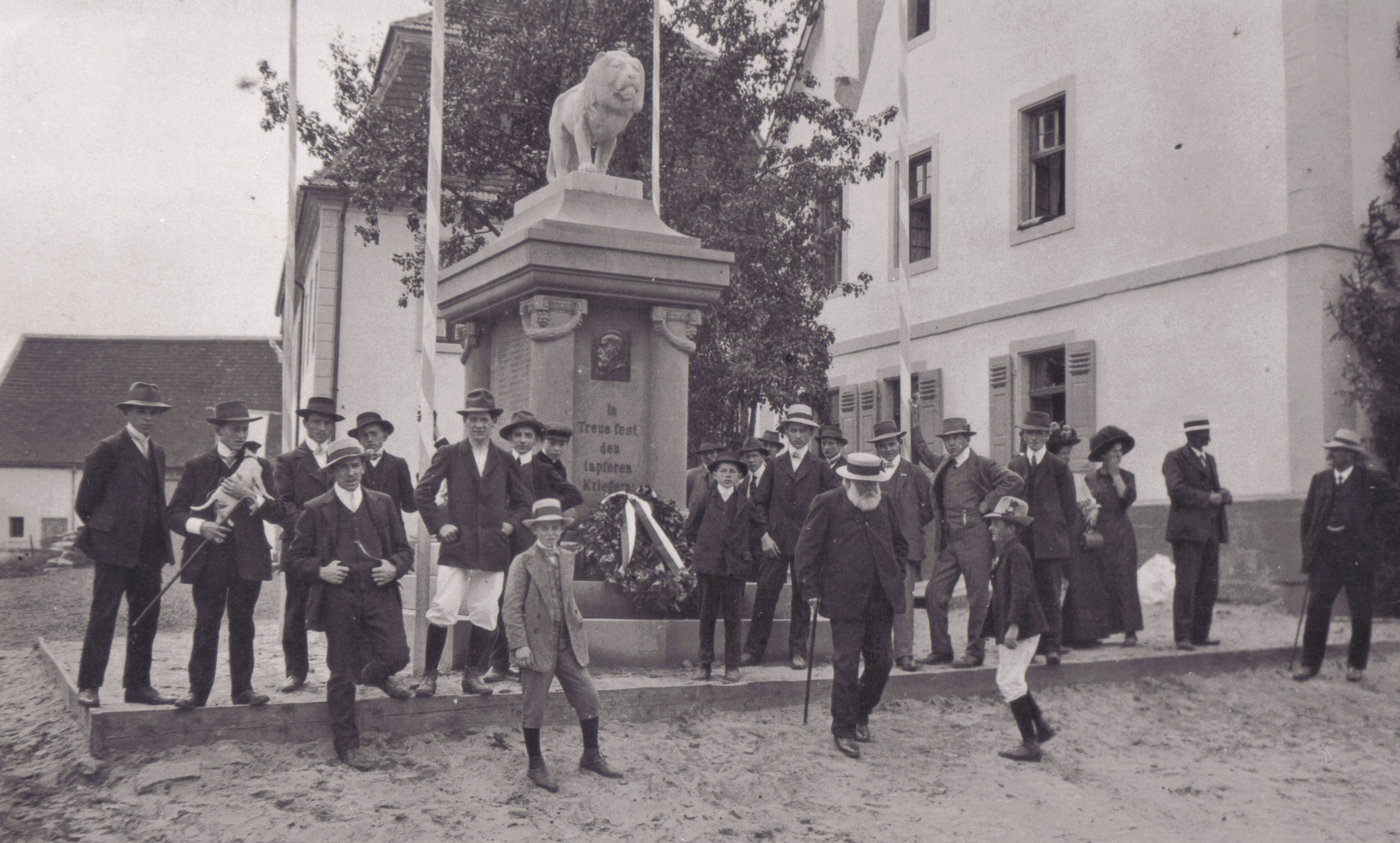
Monument en record als soldats morts durant la Primera Guerra Mundial, Alsenborn 1930.
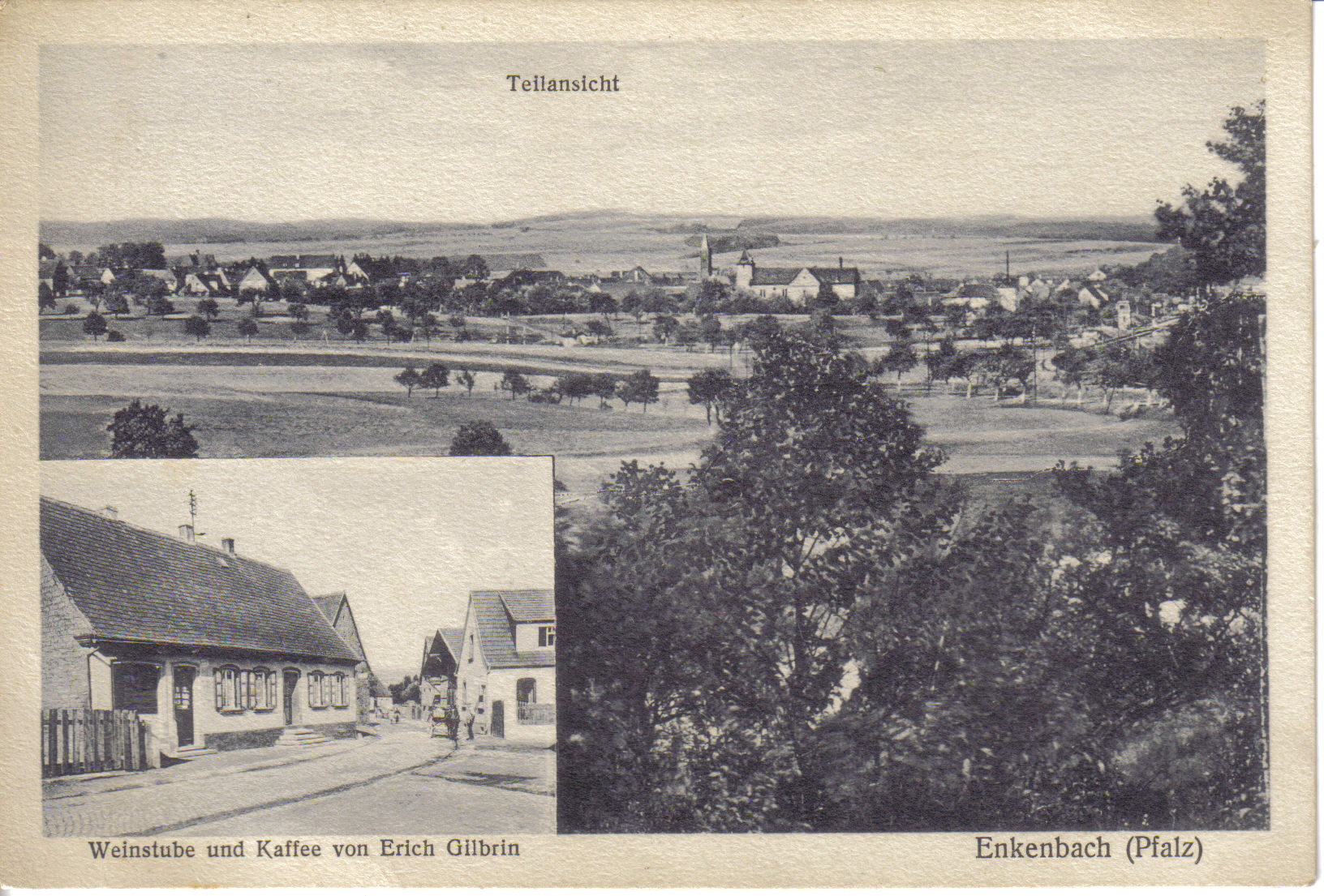
Enkenbach l'any 1930
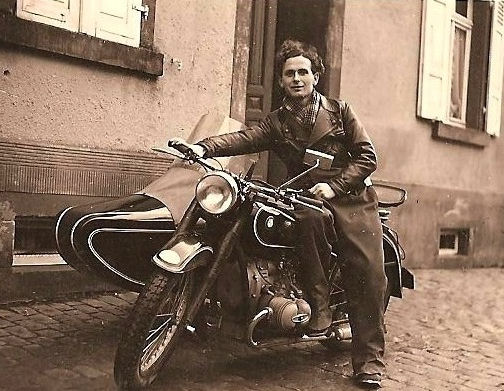
Noi d'Alsenborn l'any 1951 amb la seva BMW 500
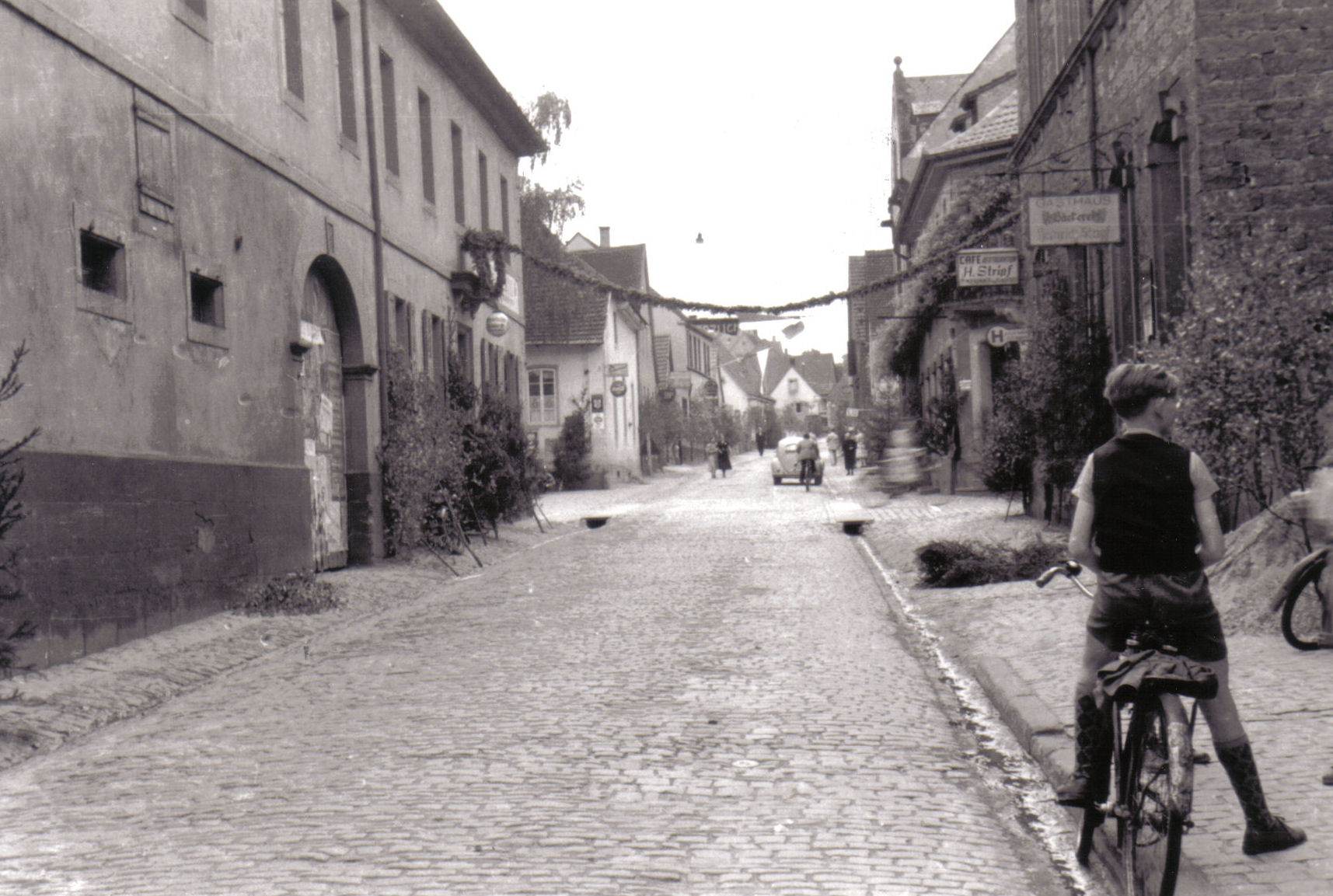
El carrer principal d'Enkenbach l'any 1953
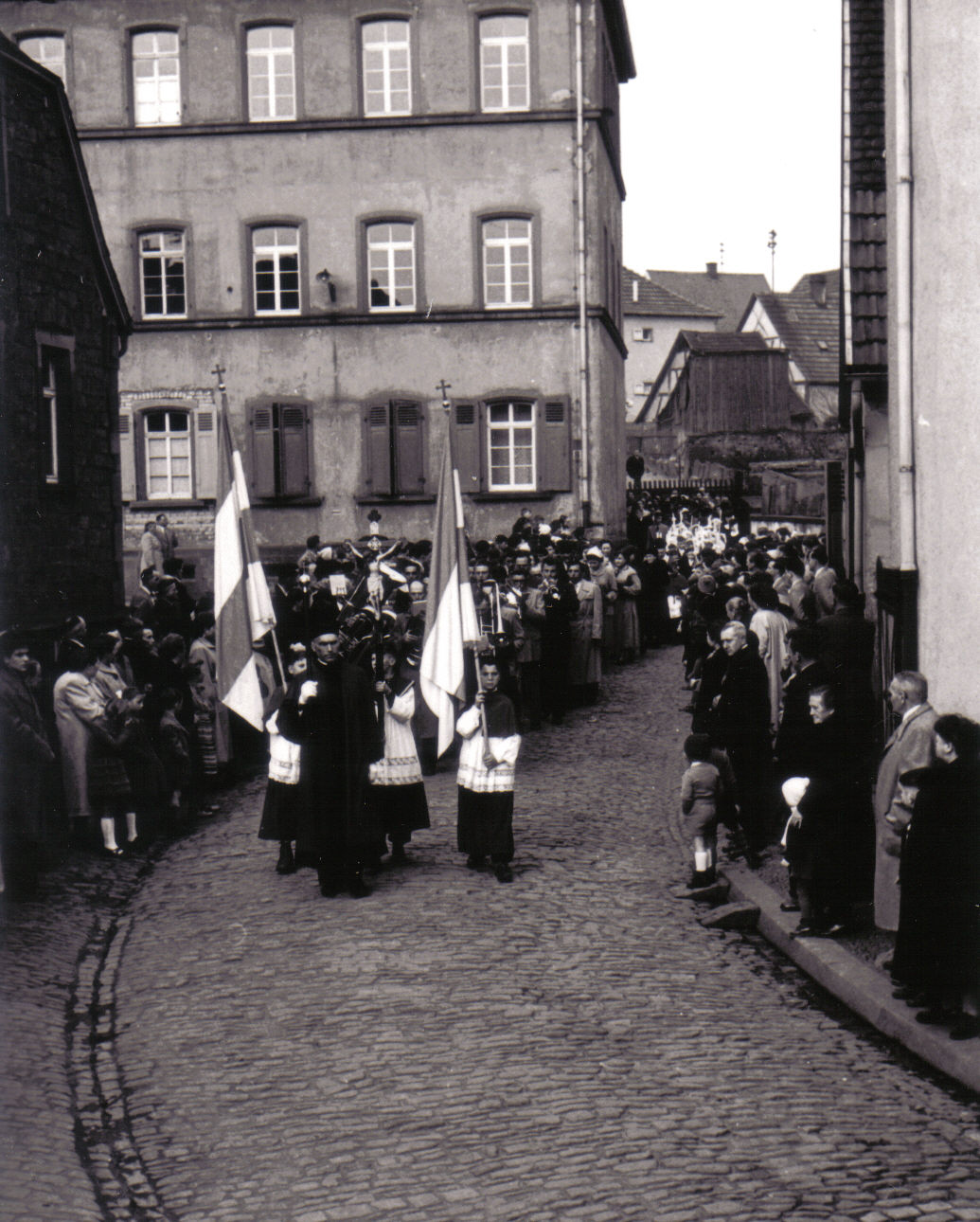
Processó a Enkenbach el 25 d'abril del 1953
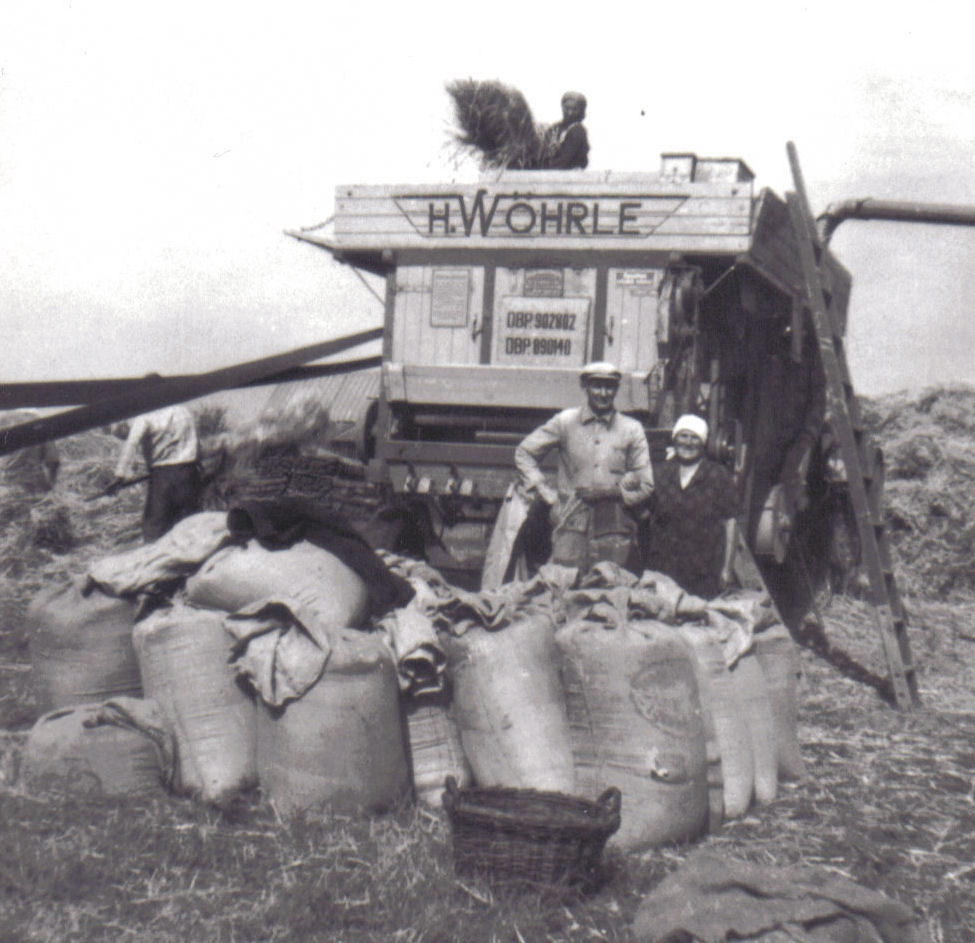
Pagesos trillant l'any 1956
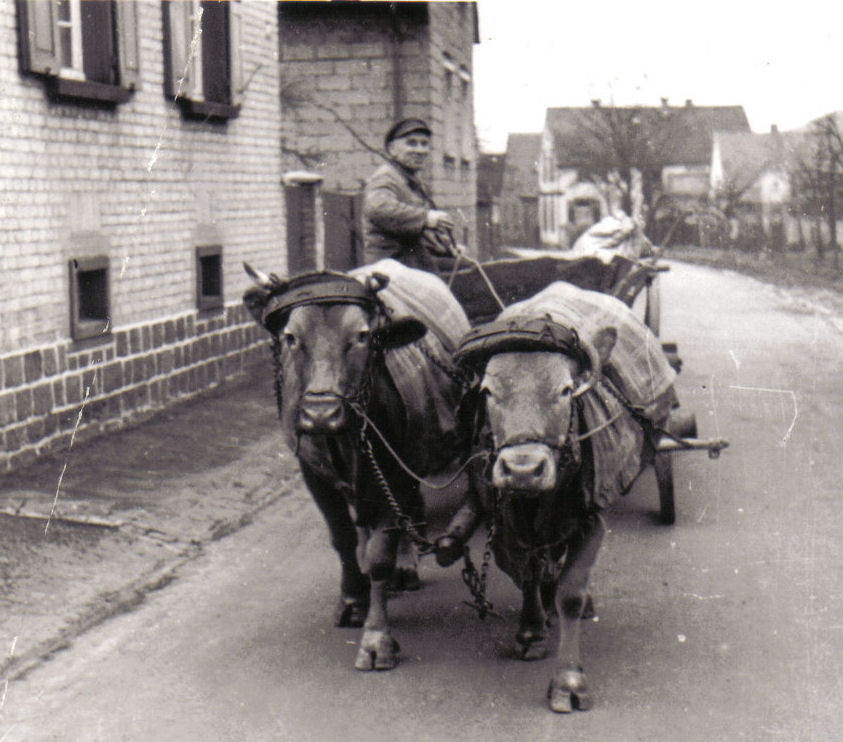
Carro de bous a Alsenborn el '56
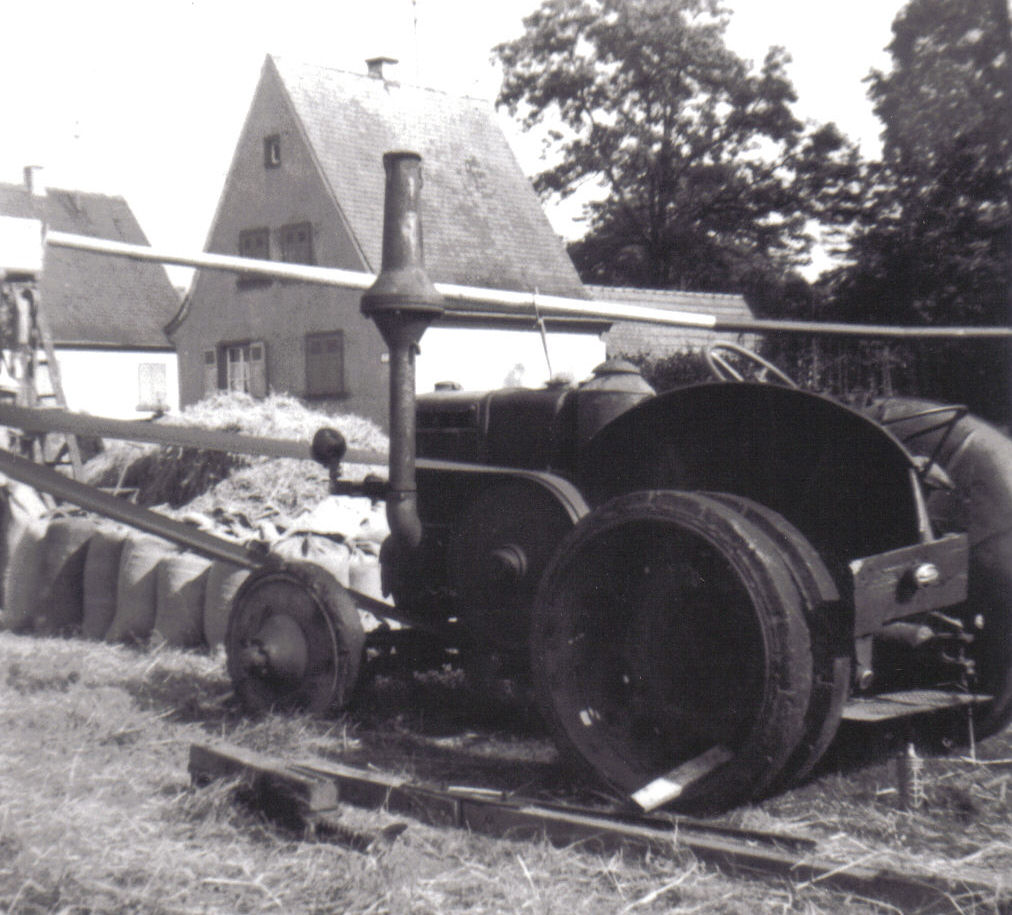
Trilladora l'any 1956
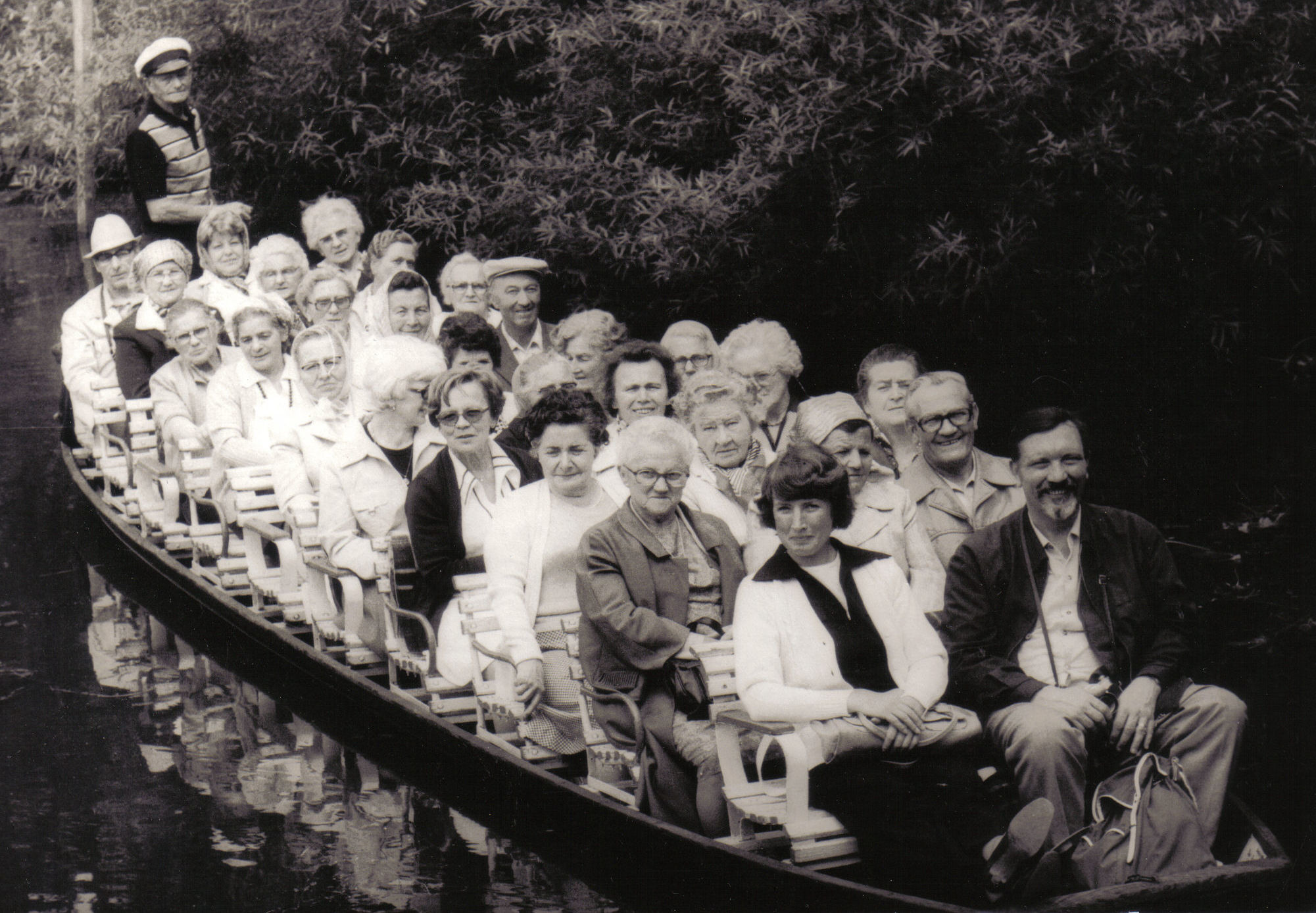
Passeig amb barca pel Spreewald

## Política

### Consell municipal
El consell municipal (Gemeinderat) consta de 22 membres.
A les eleccions de 2004 els resultats van ser els següents:
|      | CDU | SPD | WGR | Grüne | FDP | Total     |
| 2004 | 11  | 6   | 3   | 1     | 1   | 12 Escons |

### Alcalde
L'alcalde (Ortsbürgermeister) d'Enkenbach-Alsenborn és Jürgen Wenzel d'Unió Demòcrata Cristiana d'Alemanya (CDU).

## Religió

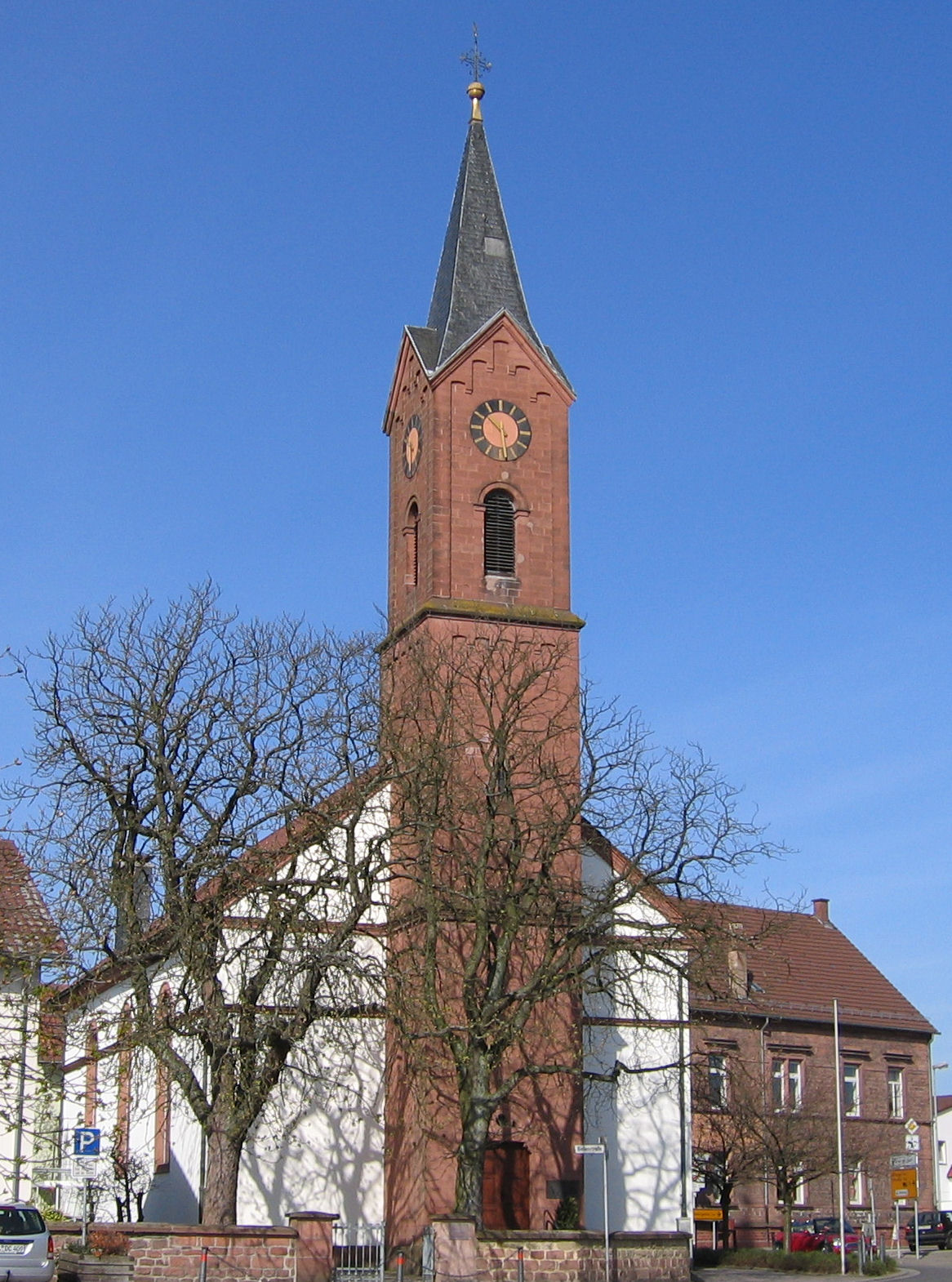
Església protestant d'Enkenbach

L'any 1707 es comptaven a Alsenborn 113 habitants, 78 de protestants, 29 catòlics i 6 luterans. A Enkenbach, en canvi, hi havia 78 habitants, 58 protestants, 12 luterans i 8 catòlics. En total entre els dos pobles, un 71,20% eren protestants, un 18,85% eren catòlics i un 9,42% eren luterans.
El 1967 hi havia un 80% de protestants, un 18% de catòlics i un 2% formaven part d'altres religions.
El 2007 un 45,1% dels habitants eren protestants i un 31,6% catòlics eren evangèlics un 45,1 per cent dels habitants i un 31,6 per cent catòlic. Els sobrants pertanyen a una altra religió o són ateus o indiferents.

### Protestants
El municipi pertany al districte evangèlic de Winnweiler de l'Església Evangèlica del Palatinat.

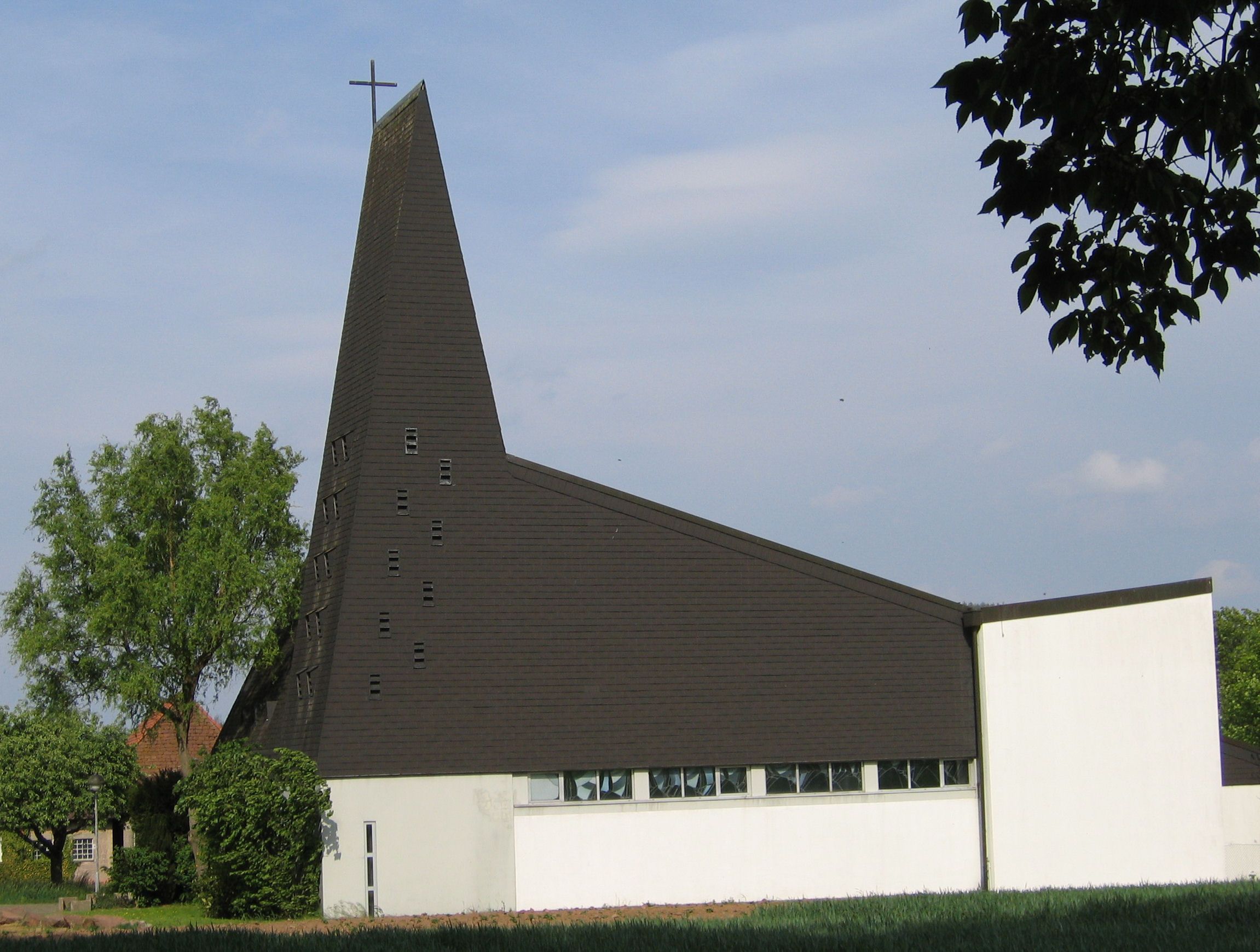
Església catòlica d'Alsenborn

### Catòlics
La parròquia catòlica d'Enkenbach-Alsenborn pertanyia als franciscans de Kaiserslautern, tot i que canviava freqüentment de propietari.
L'església Alsenborner Josefskirche era consagrada llavors el 7 de desembre de 1969 pel bisbe Friedrich Wetter. El primer rector catòlic va ser un antic rector protestant convertit.

### Mennonites
A Enkenbach-Alsenborn hi ha la seu, des de 1990, de la Comunitat de Treballadors Mennonites d'Alemanya. La seva església, la Mennonitische Kirche, té el nom del seu fundador, Menno Simons. Aquesta comunitat segueix la religió mennonista, una branca pacifista i trinitària del moviment cristià anabaptista, que es basa en els ensenyaments redactats a la Unió Fraternal de Schleitheim de 1527. Els mennonites van instal·lar-se a Alsenborn arribats de Suïssa i del Tirol a causa de la política de repoblació de l'emperador Carles I LLuís.

## Patrimoni

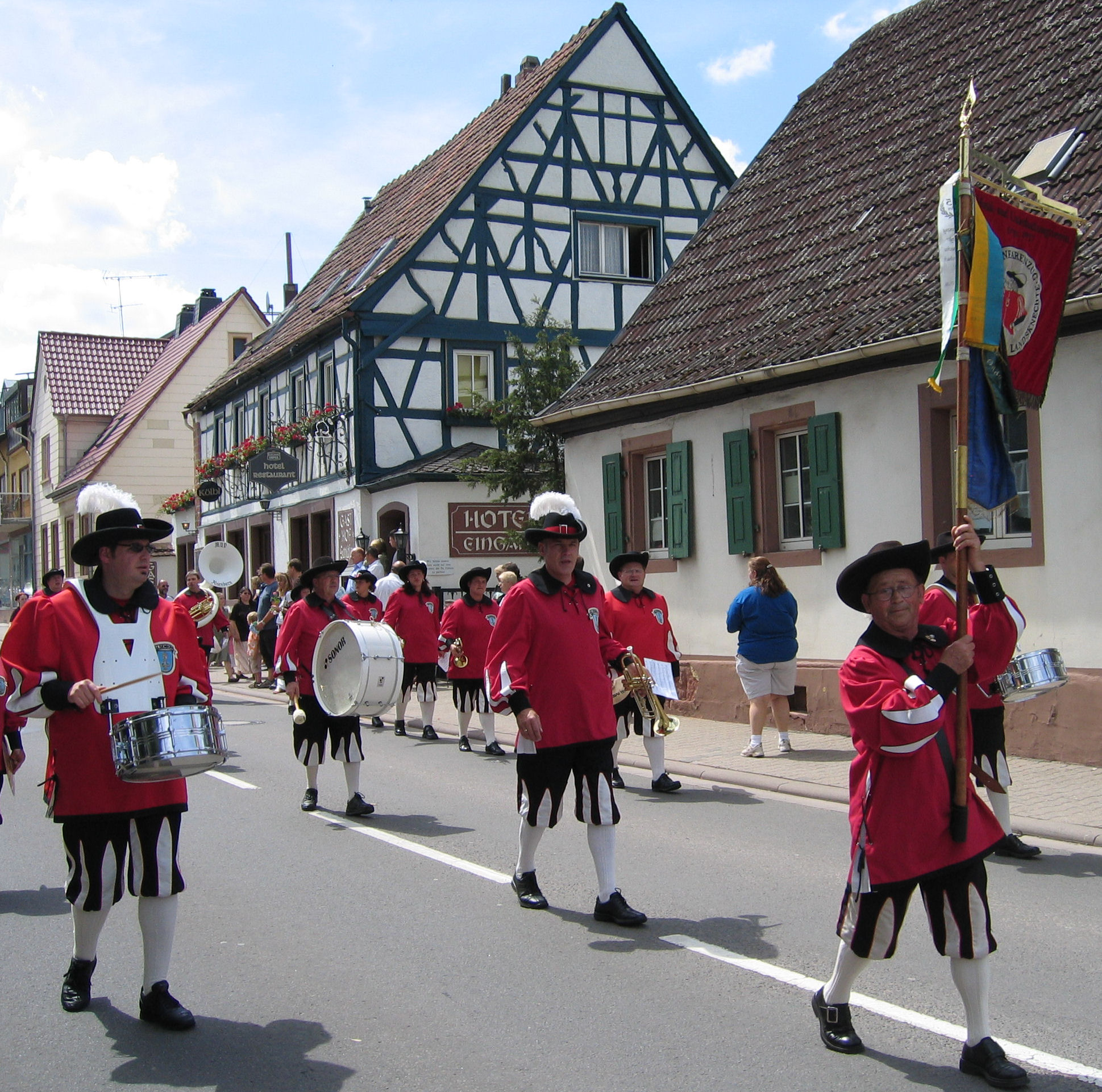
Kerweumzug d'Enkenbach

### Edificis
- El monestir dels premonstratesos d'Enkenbach (Prämonstratenserklosters), del segle xiii.

- L'església Protestant d'Alsenborn, del 1733. En una restauració del 1964 es van descobrir uns frescos de mitjans del segle xiii.

- A l'est hi ha les ruïnes del castell d'Alsenborn, (Burg Alsenborn o Dieburg) de l'any 1148 i d'estil Motte.

### Festivitats
El Peterstag se celebra cada 22 de febrer en record a una greu epidèmia del bestiar boví que tindre lloc l'any 1776. En l'actualitat se celebra el final de la malaltia anant a missa i abstenint-se de menjar carn durant el Peterstag.
Cada any de divendres a de dimarts després del segon diumenge al juliol té lloc la tradicional Kuckuckskerwe, (Kerwe en pfälzisch significa fira). Els actes més importants entre aquests dies són el seguici anomenat Kerweumzug, el pregó (Kerwerede) del diumenge, així com la Schubkarrenrennen o cursa de carretons o l'acte de clausura de les celebracions (Kerwebeerdigung ) del dimarts.

### Escultures

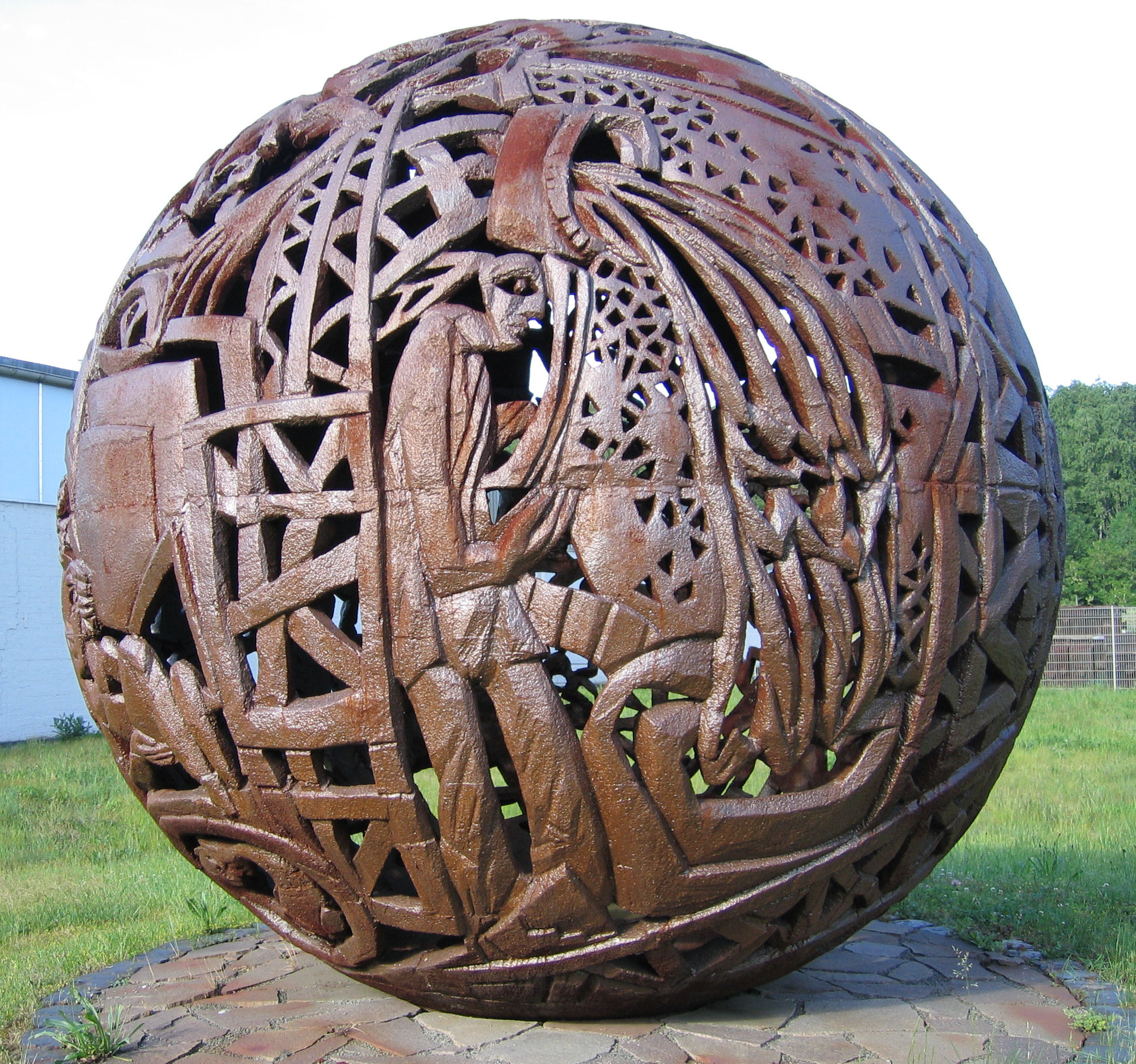
Großplastik "alltags"
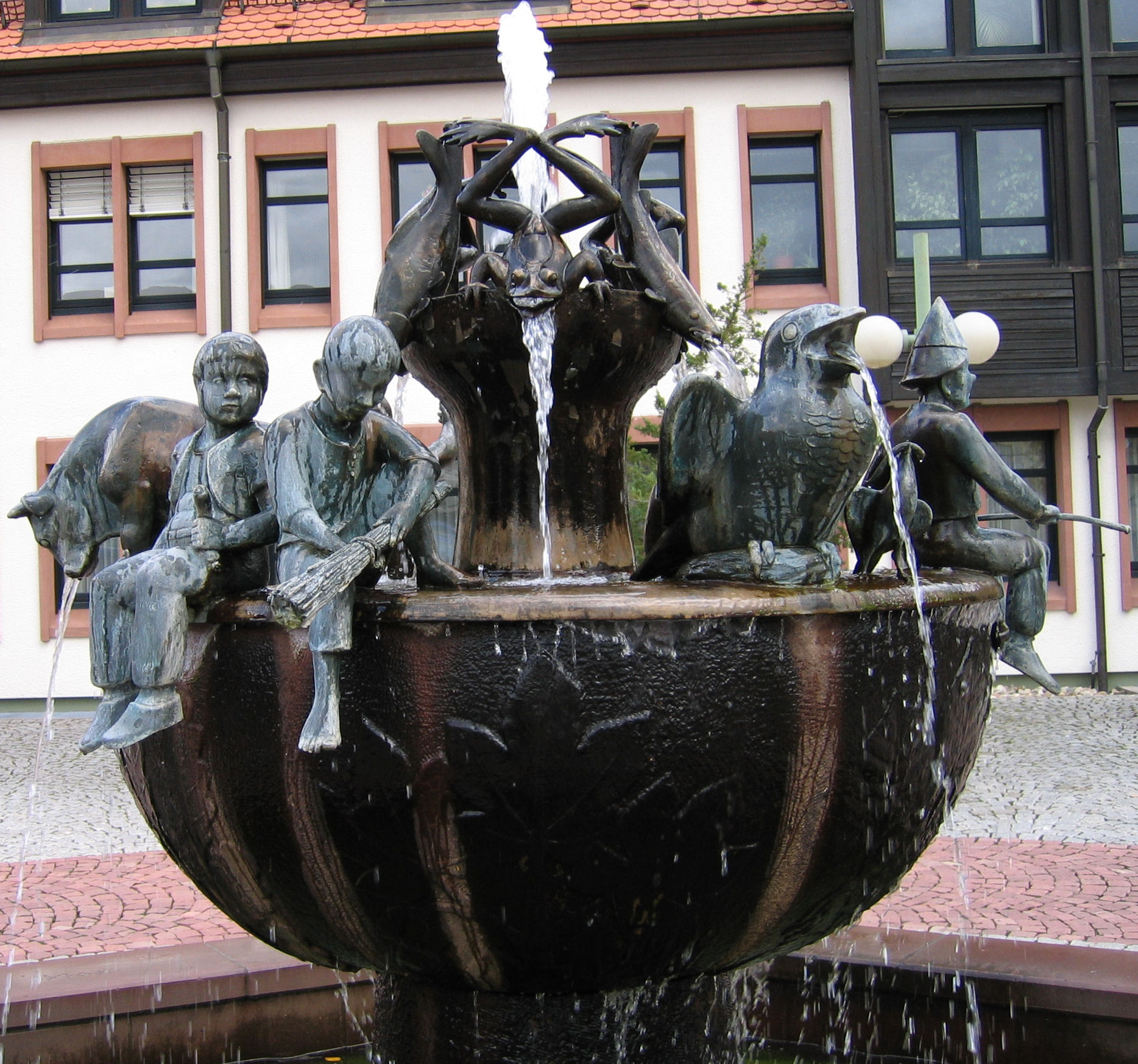
Verbandsgemeindebrunnen
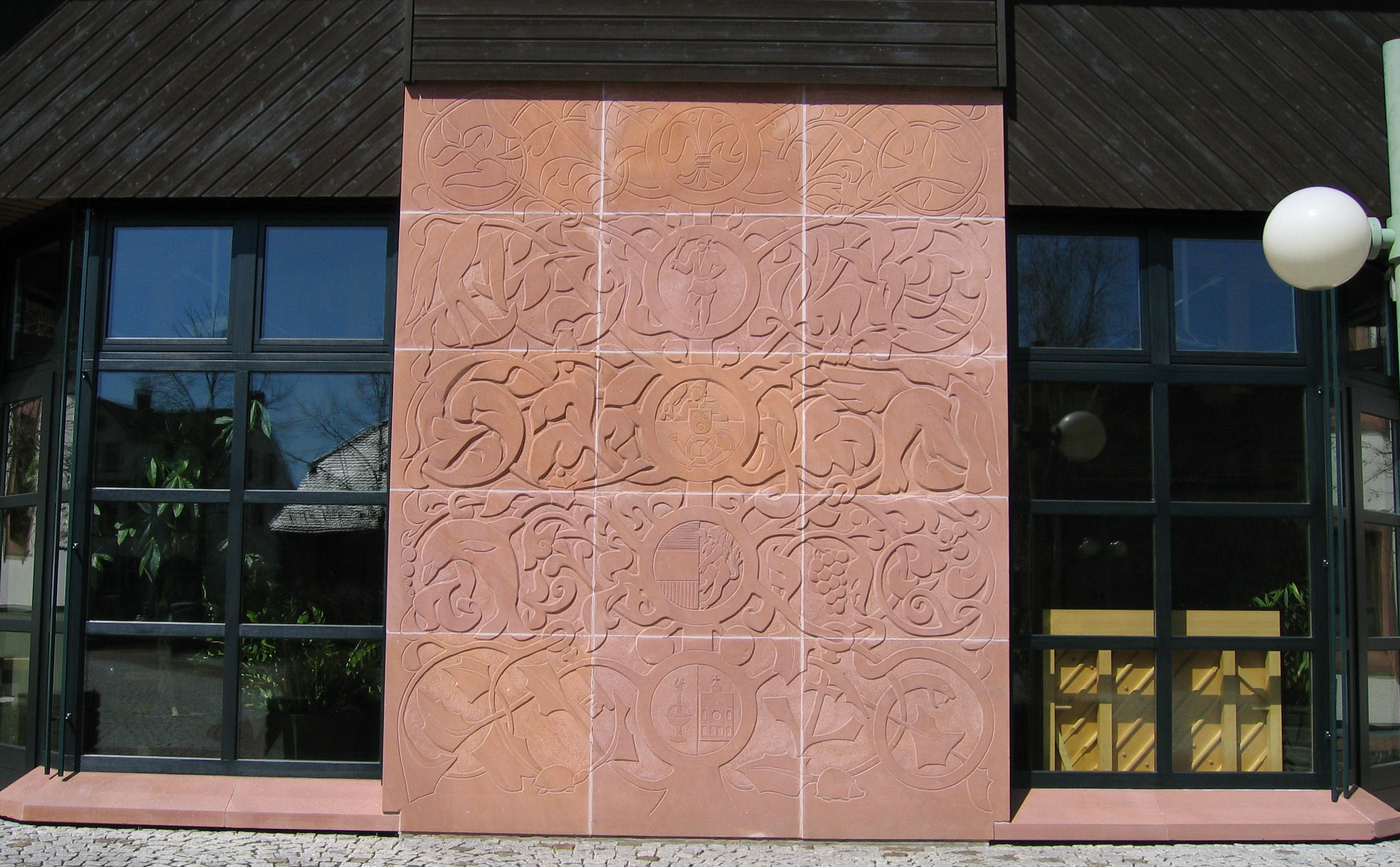
El relleu de pedra de la sala de consells
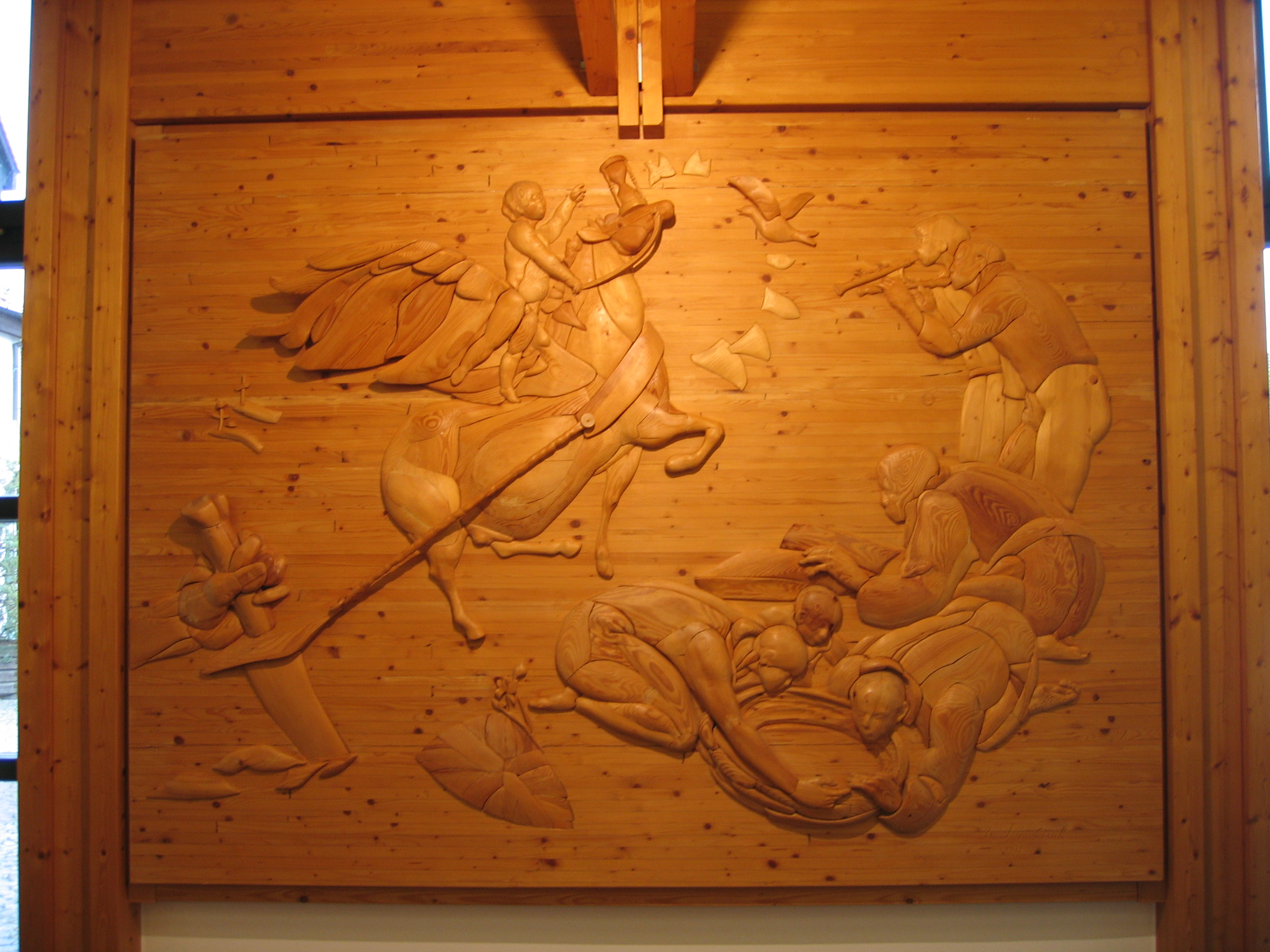
El relleu de la sala de consells

Großplastik "alltags"
Davant l'edifici d'oficines de l'empresa Firma Hegerguss GmbH es va col·locar el maig del 2003 una bola de ferro de gairebé 3 metres de diàmetre i un pes d'unes 10 tones. El model va ser creat per l'artista Gottfried Bräuling de Hohenöllen.
Verbandsgemeindebrunnen
Davant la seu del subdistricte (Verbandsgemeinde) d'Enkenbach-Alsenborn es troba un pou sobre el qual els pobles del subdistricte estan representats simbòlicament.
Relleu de pedra de la sala de consells
El relleu de gres a la Ratssal o sala de consells del subdistricte (Relief im Ratssaal) mostra els blasons dels cinc pobles del Verbandsgemeinde.
Relleu de la sala de consells
L'escrit del relleu de la sala de consells (Relief im Ratssaal) es basa en el versicle del profeta Isaïes, 1r 2, 4 :
Ell serà el jutge entre les nacions.
i arbitre de pobles nombrosos.
Amb les seves espases es forjaran arades
i falçs amb les seves llances.
No aixecarà l'espasa una nació contra l'altra
ni es prepararan més per la guerra.
L'artista, Wolfgang Seipenbusch, ha format el relleu amb diferents parts de fusta, amb això se simbolitza que només amb una bona cohesió es pot crear una base per a la humanitat.
A l'esquerra de l'obra, hi han representades dues tombes, una, amb un casc de soldat al costat, serveix com a memorial de les víctimes de les guerres, l'altra recorda que la vida no és infinita i que té un final.
Més vistosament, a baix a l'esquerra, hi ha el relleu d'un puny que està utilitzant una espasa com una arada. Aquesta arada és estirada per un cavall alat (centre) muntat per un nen, aquest assenyala un rellotge de sorra que està sobre el cap del pegàs.
A la part inferior hi ha un escut, llançat a terra perquè és innecessari. Al costat d'aquest hi ha una família reunida davant una plata de pa que està buida, un home llegint atentament un llibre, i un parell de músics que entonen melodies representades amb l'ocell.

## Oci i lleure

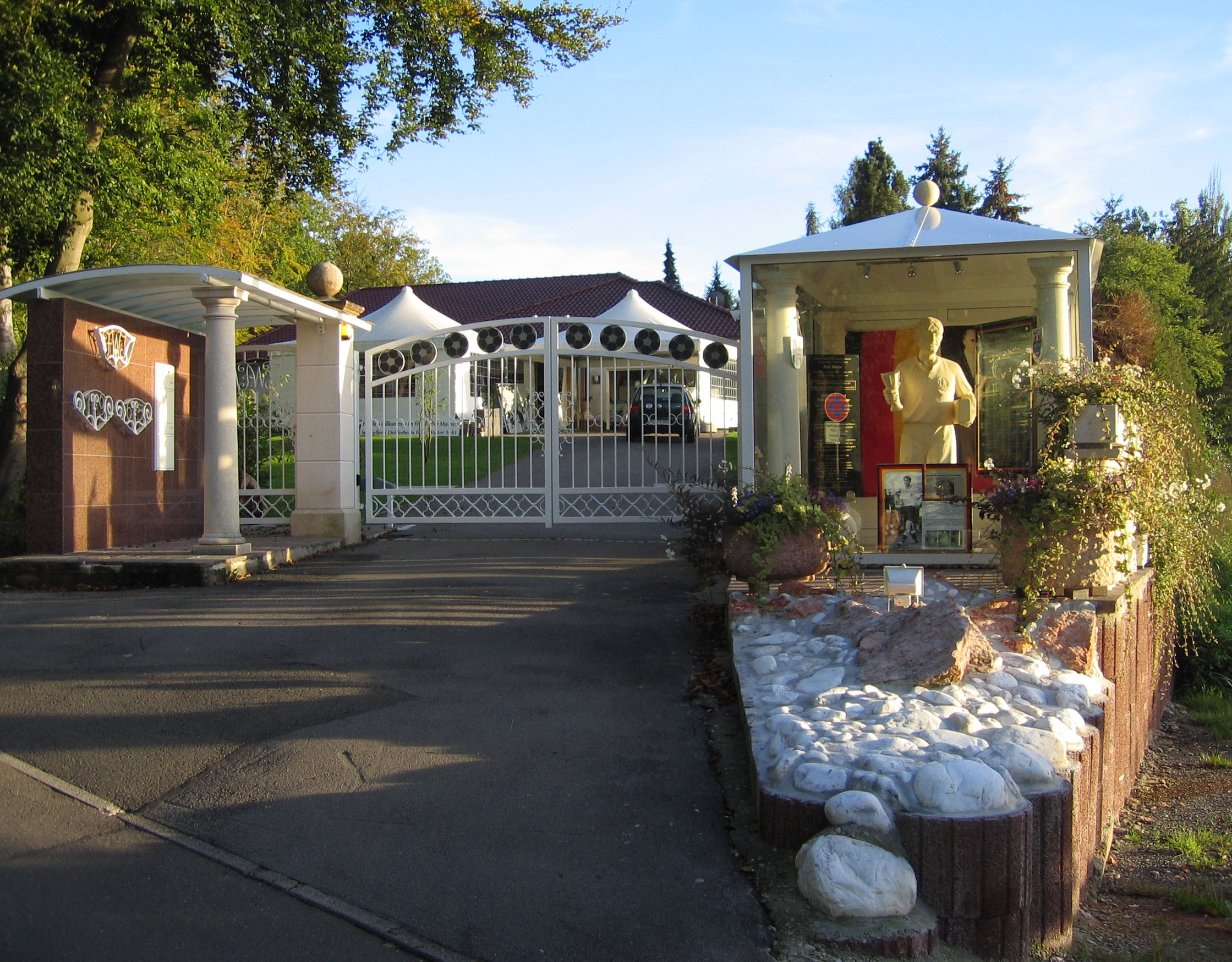
Casa i vitrina (dreta) en memòria de Fritz Walter

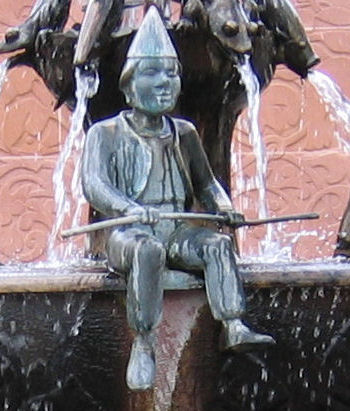
El trapezista, símbol d'Alsenborn a la font de Verbandsgemeindebrunnen

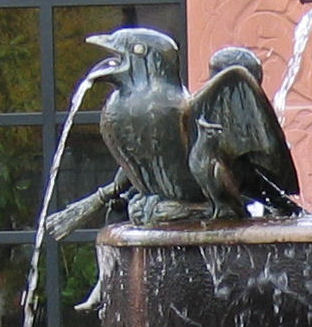
I la cucut, símbol d'Enkenbach a la font de Verbandsgemeindebrunnen

### El museu de Fritz-Walter
Després d'una restauració i un condicionament de la casa que va tenir Friedrich Walter (Fritz Walter) al carrer de Leininger Straße d'Enkenbach-Alsenborn, es va inaugurar l'exposició que tracta sobre ell el 20 de maig de 2004. El 2006 l'exposició es va traslladar a Kaiserslautern per obrir-la a un públic més gran.

### El museu del circ
A Alsenborn hi ha un petit museu del circ que recorda als equilibristes i trapezistes que hi van haver al poble en el passat. El poble d'Alsenborn és representat a la font de Verbandsgemeindebrunnen amb aquest mateix personatge.
Aquest circ va protagonitzar moltes situacions i fets còmics que encara s'expliquen en l'actualitat, com la d'un elefant que s'utilitzava per llaurar els camps o la d'un barber que afaitava a les feres.

### Associacions
- La Turn und Polizeisportverein Enkenbach (TPSV) és una associació esportiva amb seccions en àmbits com l'handbol, el voleibol, l'atletisme o altres com l'hípica, en la que competeix en les categories B i D.

- L'associació de cant (Gesangverein Alsenborn e.V.) es va fundar com a cor masculí el 5 de maig de 1868, i el 1975 s'hi va incorporar el femení. Aquesta associació ha fet actuacions a nacionals i internacionals, de manera que és supraregionalment coneguda.

- L'orquestra d'acordions d'Alsenborn, o Alsenborner Akkordeonorchester es va fundar el 1960 ha participat en concursos a Itàlia, Gran Bretanya, França, als Països Baixos, Àustria, República Txeca, a Suïssa i a Hongria.

- L'associació gimnàstica d'Alsenborn (Turnverein Alsenborn) es va fundar el 1903, va començar sent una associació de ciclistes i més tard es va obrir a l'esport en general. El 1946 es va dissoldre, i al mateix any es va refundar.

## Economia i infraestructures

### Economia
Enkenbach-Alsenborn té una zona industrial d'una àrea de 10 hectàrees, però té més importància que aquest, el Parc Industrial de Sembach que té unes 200 hectàrees. Tot i això, la majoria d'habitants van a treballar diàriament a Kaiserslautern.

### Trànsit

#### Trànsit rodat
Enkenbach-Alsenborn està ben connectat a l'autopista Bundesautobahn 6, que va des de França fins a la República Txeca. El poble és travessat per la Bundesstraße 48 (Bingen am Rhein-Bad Bergzabern).
Enkenbach-Alsenborn té parada a les línies regionals d'autobús 6501 i 6519 del Saar-Westpfalz, així com a la línia 457 de Rhein-Neckar.

#### Trànsit per ferrocarril

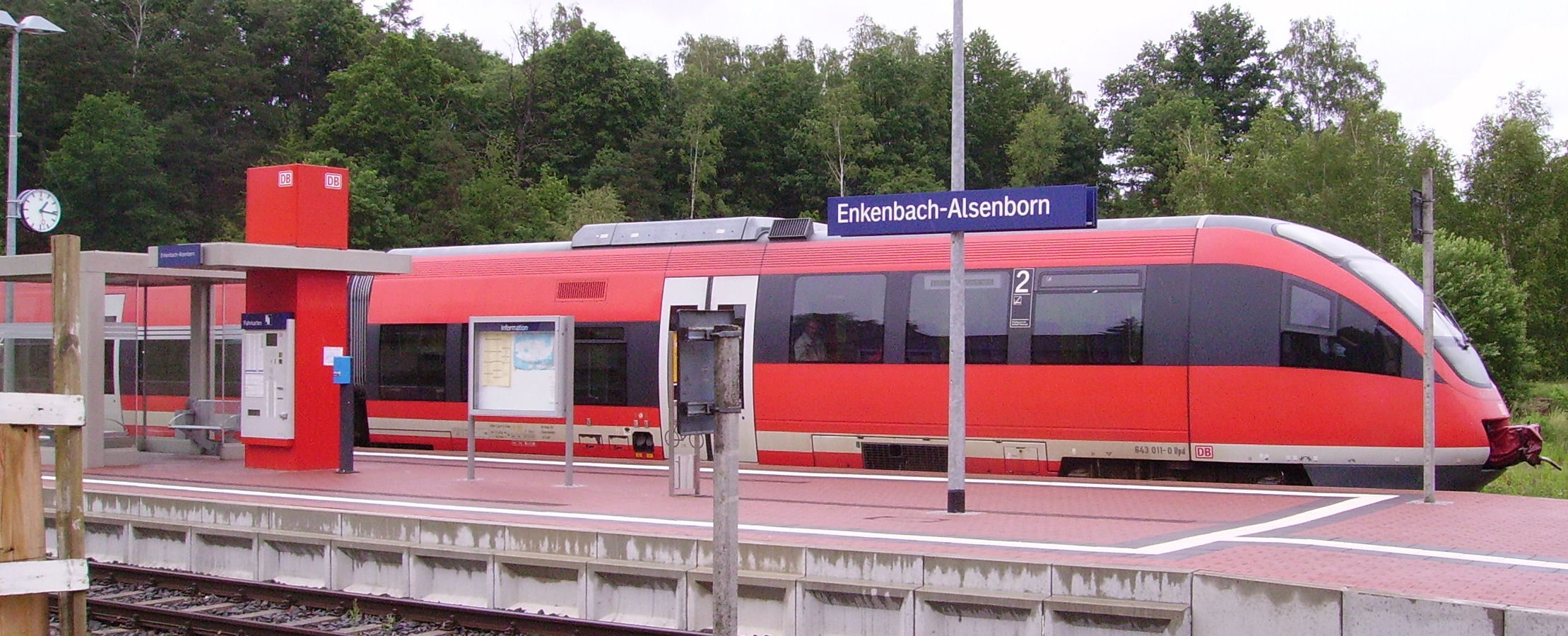
Estació d'Enkenbach

El poble té connexió directa per ferrocarril a Kaiserslautern, Langmeil i a Grünstadt

### Formació
Al municipi hi ha una escola primària, una escola secundària, l'escola Zulliger de Hans (una escola d'educació especial) i una escola professional de policia.

## Personalitats

### Ciutadà d'honor
- Fritz Walter, Ehrenspielführer (capità honorífic de la selecció alemanya) i campió del món amb la selecció l'any 1954.

### Fills i filles del municipi
- Daniel Häberle (* 8 de maig del 1864, † 6 de març del 1923), professor i historiador.
- Wilhelm Mayer (* 18 de novembre del 1874, † 6 de març del 1923), polític alemany (Zentrum, BVP), membre del Reichstag i Ministre del Tresor Alemany.

## Ciutats agermanades
Saint-Mihiel, Lorena, França. Des del 9 d'octubre de 1983.